# Mehdishahr
Mehdīshahr (farsi مهدی‌شهر) è il capoluogo dello shahrestān di Mehdishahr, circoscrizione Centrale, nella provincia di Semnan in Iran. Aveva, nel 2006, una popolazione di 20.581 abitanti. Si trova 20 km a nord di Semnan sul versante meridionale dei monti Elburz.